# Galet de Makapansgat
Le galet de Makapansgat est un galet daté d'environ 3 millions d'années et portant des marques naturelles d'usure et d'ébréchure qui le font ressembler à un visage humain. Or il a été trouvé à plusieurs kilomètres de tout possible gisement naturel, associé à des ossements d'Australopithèque ou peut-être d'un autre genre d'Hominina. Bien qu'il soit certain qu'il ne s'agit pas d'un objet manufacturé, il a été suggéré que des Australopithèques y auraient reconnu l'apparence d'un visage, ce qui en ferait l'exemple le plus ancien d'une pensée abstraite chez des Hominina. Cela en ferait également le plus ancien manuport connu.

## Historique
Le galet a été mis au jour en 1925 par un enseignant local, Wilfred Eizman, dans l'une des grottes de Makapansgat, dans la vallée de Makapan, au nord de Potgietersrus, dans le Limpopo, en Afrique du Sud. Wilfred Eizman montra le galet à Raymond Dart, suggérant que l'australopithèque de la caverne aurait pu voir un visage dans les marques du galet. Raymond Dart ne tint compte de la remarque qu'à la fin des années 1950, date à partir de laquelle il publia plusieurs articles sur le galet,.

## Description
Le galet pèse 260 grammes et fait 8,3 cm de long, 7 cm de large et 3,8 cm d'épaisseur. Il est en jaspérite rouge-brun.

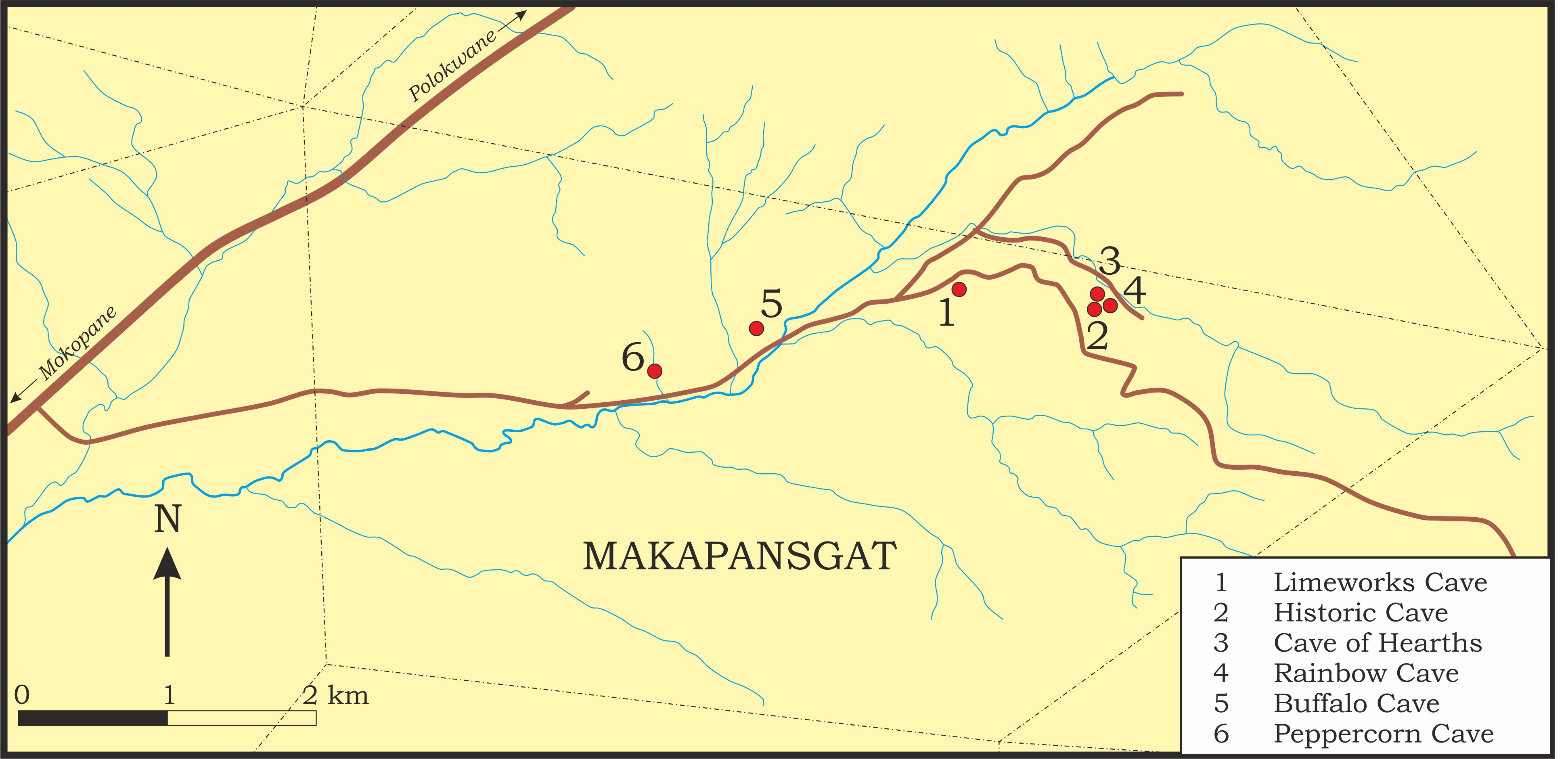
Plan des sites de la vallée de Makapan

## Interprétation
Wilfred Eizman puis Raymond Dart considérèrent que le galet de Makapansgat avait été conservé par l'australopithèque pour sa forme rappelant celle d'un visage, ce qui posait différentes questions relatives aux origines du sentiment esthétique chez les Hominina. Cette interprétation, présentant le galet comme le plus ancien objet d'art connu, fut reprise par plusieurs chercheurs, ainsi que par des émissions de télévision dans les années 1980.
Le galet de Makapansgat a donné lieu à de nombreux articles sur ce que l'on peut ou non considérer comme art et sur ce que cela implique en termes cognitifs.

## Dans la culture populaire
Marc-Antoine Mathieu évoque le galet de Makapansgat dans sa bande dessinée Otto, l'homme réécrit. Il le décrit comme "le plus ancien objet symbolique et donc le plus vieux témoin d'humanité".